# Eurytoma paraliae
Eurytoma paraliae är en stekelart som beskrevs av Graham 1984. Eurytoma paraliae ingår i släktet Eurytoma och familjen kragglanssteklar. Inga underarter finns listade i Catalogue of Life.